# Velasca (Vimercate)
Velasca è una frazione del comune italiano di Vimercate, nella provincia di Monza e Brianza, in Lombardia.
La località è posta a nord-ovest del centro abitato di Vimercate e confina con Arcore e Usmate Velate.

## Storia
Nei registri dell'estimo del Ducato di Milano del 1558 e nei successivi aggiornamenti del XVII secolo Cassina Velasca risulta compreso nella pieve di Vimercate.
Dalle risposte ai 45 quesiti della giunta del censimento del 1751 emerge che il comune contava 113 anime ed era amministrato dal solo console, tutore dell'ordine pubblico e responsabile dell'ordinaria gestione degli interessi comunitari, eletto ogni anno a pubblico incanto dall'assemblea dei capi di casa convocati in piazza dal console almeno una volta all'anno in occasione della pubblicazione dei riparti.
La comunità era inoltre assistita da un cancelliere, residente nella vicina località di Oreno, al quale erano delegate la compilazione dei riparti e la custodia delle pubbliche scritture.
A metà del XVIII secolo il comune, infeudato “sotto il titolo del feudo di Vimercate” dal 1475, era sottoposto alla giurisdizione del vicario della Martesana presso la cui banca criminale di Vimercate il console, tutore dell'ordine pubblico, era tenuto ogni anno a prestare l'ordinario giuramento.
Mentre nel Compartimento territoriale specificante le cassine del 1751 Cascina Velasca veniva ancora indicato come comune autonomo, nell'Indice delle Pievi e Comunità dello Stato di Milano del 1753 risultava aggregato al comune di Oreno. Tale aggregazione, che trovava conferma anche nell'Indice delle mappe territoriali e delle tavole del nuovo estimo sopra di esse formate in ciascheduna città e comunità dello stato di Milano, veniva ufficializzata nel 1757 con la promulgazione dell'editto teresiano relativo alla compartimentazione territoriale dello stato di Milano.
In era fascista, l'espansione edilizia portò ad un progressivo reciproco avvicinamento dell'abitato orenese con quello di Vimercate, e nel 1929 il governo decise l'annessione alla vicina cittadina.
Nel 1958 fu costruita la fabbrica Italcornici e nel 1966 arrivò l'insediamento produttivo dell'IBM. L'economia velaschese venne completamente cambiata. Gli abitanti da agricoltori diventarono operai o impiegati. Negli anni successivi sono arrivate molte persone dai paesi limitrofi per l'esigenza produttiva di Telettra, IBM e Celestica.

## Monumenti e luoghi d'interesse

### Chiesa di Santa Maria Maddalena
Il primo centro spirituale nella frazione di Velasca, adibito a svolgere attività religiose, risulta essere un piccolo oratorio dedicato a Santa Maria Maddalena, costruito nel 1626 ed annesso alla dimora del nobile Francesco Litta. Nel 1643 la chiesetta fu visitata dal cardinale Cesare Monti, arcivescovo di Milano, e successivamente, negli atti storici delle chiese di Vimercate e di Oreno, è richiamata diverse volte fino al 1856.
La cura dei fedeli della piccola frazione è comunque affidata, nel corso dei secoli, alla parrocchia di Oreno, alla quale la comunità cristiana fa riferimento.
Il primo sacerdote per Velasca viene nominato agli inizi del Novecento dal cardinale Andrea Carlo Ferrari: è don Romeo Rosa l'incaricato a guidare la vita spirituale della comunità.
Nel 1913 partono i lavori di costruzione della nuova chiesa in stile neogotico, che viene ultimata, benedetta ed aperta al culto l'anno successivo dal parroco di Oreno don Giovanni Cacciamognaga. La chiesa è costruita su disegno di padre Carmelo Angiolini, carmelitano scalzo, progettista anche del Duomo di Reggio Calabria e di molte altre chiese, soprattutto in Sicilia e Calabria per la ricostruzione degli edifici religiosi distrutti dal tremendo terremoto del 1908. Nel 1926 viene completato il campanile.
Nel 1932 Velasca acquisisce il titolo di parrocchia autonoma, mentre l'incarico di responsabile religioso della frazione viene affidato a don Serafino Cernuschi, primo parroco della comunità. Il 2 ottobre 1940 avviene la consacrazione in occasione della visita pastorale del cardinale di Milano Alfredo Ildefonso Schuster, che vuole come compatrona della chiesa “Maria Bambina”.
Negli anni successivi, sotto la guida di don Cernuschi, la comunità velaschese si dota di altri servizi: l'oratorio femminile, l'asilo infantile e oratorio, il cimitero.
A cura di don Gesuino Locatelli, parroco dal 1961 al 1976, vengono edificate le cappelle laterali della chiesa e decorati gli interni.